# Thaumatomyia nigrifemur
Thaumatomyia nigrifemur är en tvåvingeart som beskrevs av Oswald Duda 1934. Thaumatomyia nigrifemur ingår i släktet Thaumatomyia och familjen fritflugor. Inga underarter finns listade i Catalogue of Life.